# Tetragoneura luispenai
Tetragoneura luispenai är en tvåvingeart som beskrevs av Duret 1982. Tetragoneura luispenai ingår i släktet Tetragoneura och familjen svampmyggor. Inga underarter finns listade i Catalogue of Life.